# Rhithrogena morrisoni
Rhithrogena morrisoni är en dagsländeart som först beskrevs av Banks 1924.  Rhithrogena morrisoni ingår i släktet Rhithrogena och familjen forsdagsländor. Inga underarter finns listade i Catalogue of Life.